# Dezoksicitidin-monofosfat
Dezoksicitidin monofosfat, ili dezoksicitidilat, dCMP, dezoksinukleotid, i jedan od četiri monomera koji sačinjavaju dezoksiribonukleinsku kiselinu. U DNK dvostrukom heliksu, on formira bazni par sa dezoksiguanozin monofosfatom.

## Literatura
- Даринка Кораћевић; Гордана Бјелаковић; Видосава Ђорђевић. Биохемија. савремена администрација. ISBN 978-86-387-0622-8.

## Spoljašnje veze
- Deoxycytidine+monophosphate на 